# 小芨芨草
小芨芨草（学名：Achnatherum caragana）为禾本科芨芨草属下的一个种。

## 扩展阅读
- 維基物種上的相關：小芨芨草